# Supercoppa olandese 2021 (pallavolo femminile)
La Supercoppa olandese 2021 si è svolta il 25 settembre 2021: al torneo hanno partecipato due squadre di club olandesi e la vittoria finale è andata per la sesta volta, la quinta consecutiva, allo Sliedrecht.

## Regolamento
Le squadre hanno disputato una gara unica.

## Squadre partecipanti
| Squadra    | Qualificazione                           |
| ---------- | ---------------------------------------- |
| Apollo 8   | Vincitrice Coppa dei Paesi Bassi 2020-21 |
| Sliedrecht | Vincitrice Eredivisie 2020-21            |

## Torneo
| 25 settembre 2021 Sporthal De Basis, Sliedrecht Durata: ? - Spettatori: ? | Sliedrecht | 3 - 0 | Apollo 8 | 25-22, 25-21, 25-15 |